# Megascops koepckeae
Megascops koepckeae là một loài chim trong họ Strigidae.